# Język abau
Język abau – język z rodziny sepickiej używany przez grupę ludności w prowincji Sandaun w Papui-Nowej Gwinei, blisko granicy z Indonezją. Według danych z 2000 roku posługuje się nim 7270 osób.
Dzieli się na trzy dialekty. Jest na tyle zróżnicowany wewnętrznie, że w kontaktach między różnymi grupami często używany jest tok pisin (który jest znany większości osób). Młodsze pokolenie zaczyna preferować ten język.
Nazwa „abau”, pierwotnie odnosząca się do regionu, oznacza tyle, co „nieżyzna gleba, nieużytek”. Jest to również nazwa grupy etnicznej.
Poświęcono mu opracowanie gramatyczne z 2011 r.  Jest stosowany w edukacji. W piśmiennictwie stosuje się alfabet łaciński.